# وينديل بينيت
وينديل بينيت هو لاعب هوكي الجليد كندي، ولد في 24 مارس 1950 في Loon Lake, Saskatchewan ‏ في كندا.

## وصلات خارجية
- وندل بينيت على موقع EliteProspects.com (الإنجليزية)
- وندل بينيت على موقع HockeyDB.com (الإنجليزية)
- وندل بينيت على موقع Hockey-Reference.com (الإنجليزية)